# Hooley Smith
Reginald Joseph Smith, detto Hooley (Toronto, 7 gennaio 1903 – Montréal, 24 agosto 1963), è stato un hockeista su ghiaccio canadese.

## Palmarès

### Olimpiadi invernali
- Oro a Chamonix-Mont-Blanc 1924 nell'hockey su ghiaccio.